# Język galecki
Język galecki - wymarły język celtycki używany przez Galleków w północno-zachodniej części Półwyspu Iberyjskiego, prawdopodobnie na początku pierwszego tysiąclecia.

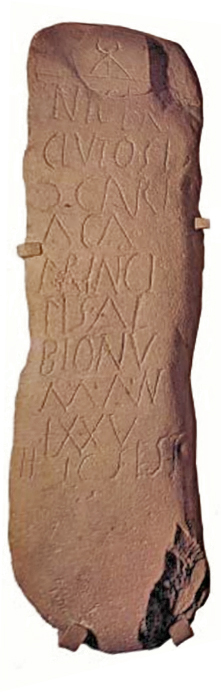
Stela Nicer Clutosi

Podobnie, jak języki iliryjski, liguryjski czy tracki, ocalała część języka galeckiego składa się z izolowanych wyrazów i krótkich zdań napisanych w lokalnej odmianie alfabetu łacińskiego lub wyjaśnione przez klasycznych autorów oraz z wielu nazw - antroponimów, etnonimów, teonimów, toponimów, w tym także nazw miejsc, rzek czy gór. Niektóre wyrazy celtyckiego pochodzenia przetrwały w dzisiejszych językach romańskich, np. galicyjskim i portugalskim. Starożytni autorzy, jak Pomponiusz Mela czy Pliniusz Starszy pisali o obecności celtyckich i nieceltyckich ludów w Galecji i Luzytanii, ale część obcenych uczonych uważa, że języki galecki i luzytański były językami celtyckimi.

## Odrodzenie
W XIX wieku grupa romantycznych i nacjonalistycznych pisarzy oraz uczonych, wśród nich Eduardo Pondal i Manuel Murguía, rozpoczęli inicjatywę przywrócenia galicyjskich języków celtyckich w oparciu o świadectwa starożytnych pisarzy rzymskich i greckich. Obecnie w Galicji funkcjonuje ruch założony przez Ligę Celtycką, mający na celu odrodzenie języka.